# Договор о взаимной обороне (США — Филиппины)
Договор о взаимной обороне между Соединёнными Штатами Америки и Республикой Филиппины (англ. Mutual Defense Treaty (U. S. — Philippines)) — договор, подписанный США и Филиппинами 30 августа 1951 года в Вашингтоне. Подписание договора стало важным элементом формирующейся системы безопасности при ведущей роли США. Содержит восемь статей, а основное содержание сводится к следующему: если одна из сторон договора подвергнется агрессии со стороны третьей державы, другая сторона договора должна оказать помощь.

## История подписания
После того, как Адмирал Дьюи в мае 1898 года одержал победу над испанским флотом в битве в Манильской бухте, США оккупировали Филиппины. Согласно Парижскому мирному договору, который завершил испано-американскую войну, испанские острова отходили США. На последнем этапе испанского владычества в республики произошла революция, а после вмешательства США превратилась в филиппино-американскую войну. Силы сопротивления возглавлял Эмилио Агинальдо. В период войны от военных действий и болезней погибли десятки тысяч филиппинцев и тысячи американцев. После того, как Агинальдо попал в плен и заявил о поддержке Соединённых Штатов, вооруженная борьба утихла, а официально конфликт завершился 4 июля 1902 года односторонним провозглашением США мира. Сопротивление продолжалось до 1913 года, однако в нём принимали участие мусульмане Минданао и Сулу.
В 1907 году на Филиппинах был выбран первый двухпалатный парламент. Одновременно с созданием законодательной власти, при поддержке США была создана гражданская исполнительная власть, в которую постепенно входили филиппинцы. К концу первой мировой войны филиппинцы осуществляли контроль над исполнительной властью. Вскоре после этого была упразднена Католическая церковь, а принадлежащие ей земли проданы и перераспределены.
Договор о взаимной обороне между США и Филиппинами был подписан 30 августа 1951 года в Вашингтоне представителями двух стран. Договор содержит восемь статей и в самом общем виде обязывает обе страны поддерживать друг друга, если США или Филиппины окажутся под ударом третьей стороны.
Как заявлено в Статье 1, стороны договора урегулируют международные споры на мирной основе и без угрозы международному миру. Кроме того, они отказываются от угрозы силой в любой форме, что закреплено также в Уставе ООН.

## Поддержка соглашения
После распада СССР и снижения угрозы распространения коммунизма в 1990-х гг., подходы к двусторонним договорам по обороне начали изменяться, в том числе с Филиппинами. В основном, правительство Филиппин оставалось на тех же позициях, что предшествовали подписанию соглашения, по большей части ориентируясь на защиту, которую предоставляли США. Со своей стороны в период «холодной войны» американцы развивали на Филиппинах сеть военных баз. Основой для этого служили Авиабаза Кларк недалеко от города Анхелес (Центральный Лусон), а также военно-морская база Субик-Бей. К началу 1990-х гг. базы функционировали на территории Филиппин уже около 40 лет. В 1991 году антиамериканские настроения подтолкнули Сенат отклонить новый договор, касающийся военных баз, что привело к сворачиванию их деятельности на Филиппинах. Однако под воздействием новых угроз, таких как международный терроризм и событий 11 сентября в США, экономического и военного роста Китая, США вновь стали укреплять связи с азиатскими союзниками, в том числе с Филиппинами.
Торжественная церемония, посвященная 60-летней годовщине подписания Договора, проходила 11 ноября 2011 года на борту американского эсминца USS Fitzgerald (DDG-62), который прибыл в Манилу, а представители США и Филиппин подтвердили Договор подписанием Манильской Декларации. Со стороны Филиппин Декаларцию подписал министр иностранных дел Альберто Дель Росарио, со стороны США — Госсекретарь США Хиллари Клинтон. Декларация была формальным подтверждением военных связей между странами. В частности, страны заявляли:

The Republic of the Philippines and the United States reaffirm our shared obligations under the Mutual Defense Treaty. We expect to maintain a robust, balanced, and responsive security partnership including cooperating to enhance the defense, interdiction, and apprehension capabilities of the Armed Forces of the Philippines. The Republic of the Philippines and the United States of America today commemorate the 60th anniversary of the Philippines-U.S. Mutual Defense Treaty. On this historic occasion, we reflect on the rich history of our alliance and the continuing relevance of the treaty for peace, security, and prosperity in the Asia-Pacific region. We also reaffirm the treaty as the foundation of our relationship for the next 60 years and beyond.

The United States and the Philippines are bound by a deep and abiding friendship forged by a history of shared sacrifice and common purpose. The many Filipinos who bravely served side-by-side with American servicemen and women during World War II and the veterans of our two nations buried at the Manila American Cemetery in Fort Bonifacio bear testament to our profound and enduring bonds. These bonds are enriched by the presence in the US of over four million Filipinos and Filipino Americans, and in the Philippines by over 150,000 Americans, who help shape the political and economic future of both countries.